# Só Lembranças - Acústico
Só Lembranças - Acústico é o quinto álbum ao vivo e o quinto DVD da dupla sertaneja brasileira Rionegro & Solimões. Foi gravado em 25 de abril de 2020 em Franca, no interior de São Paulo, e lançado pela Sony Music em formato de EPs ao longo de 2020 e 2021, sendo 4 no total.

## Sobre o álbum
Após atravessarem com maestria o período de distanciamento social e apostarem nas transmissões ao vivo para não deixarem os fãs órfãos de conteúdo, Rionegro & Solimões colheram os frutos desta nova frente de trabalho. A dupla teve a sacada de eternizá-la em um projeto concreto. O álbum compreende um apanhado das melhores músicas executadas na primeira live da dupla, transmitida em 25 de abril de 2020, em Franca (SP), que foram lançados em pequenos espaços de tempo. O primeiro EP foi lançado em 30 de outubro de 2020, o segundo em 20 de novembro, o terceiro em 18 de dezembro, e o quarto e último em 4 de fevereiro de 2021. "Entre todas, foi uma das que mais gostamos de fazer. Como o nome diz, reuniões os principais modões que ambientam o nosso universo. E todos foram executados no formato intimista e acústico. Nada mais justo do que carimbar para as futuras gerações esse momento tão atípico da nossa estrada”, analisa Rionegro. “Um modão mais bonito que o outro. É pra dançar, se emocionar, beber e dar risada”, diverte-se Solimões.

## Faixas
| EP 1           |                         |                                                           |         |  |
| N.º            | Título                  | Compositor(es)                                            | Duração |  |
| 1.             | "Brigas"                | Domiciano / Rionegro                                      | 3:12    |  |
| 2.             | "A Gente Se Entrega"    | Pinóchio                                                  | 3:13    |  |
| 3.             | "Como Esquecer um Amor" | Domiciano / Rionegro                                      | 3:03    |  |
| 4.             | "O Cowboy Vai Te Pegar" | Rionegro                                                  | 3:32    |  |
| 5.             | "Esperando na Janela"   | Targino Gondim / Manuca Almeida / Raimundinho do Acordeon | 2:02    |  |
| Duração total: | Duração total:          | Duração total:                                            | 14:33   |  |

| EP 2           |                                                      |                                             |         |  |
| N.º            | Título                                               | Compositor(es)                              | Duração |  |
| 1.             | "Noite"                                              | Domiciano / Rionegro                        | 3:34    |  |
| 2.             | "Clima de Rodeiro"                                   | Marcelo Kju                                 | 3:21    |  |
| 3.             | "Só Lembranças"                                      | Domiciano / Rionegro                        | 3:37    |  |
| 4.             | "Ô de Casa, Ô de Fora"                               | Carlos Eduardo / Pinóchio / Alexandre       | 3:01    |  |
| 5.             | "Pot-Pourri: Peão Apaixonado / De São Paulo à Belém" | Pinóchio; Pinóchio / Nilma                  | 5:27    |  |
| 6.             | "Fui Eu (Tall Tall Tress)"                           | George Jones / Roger Miller / Vrs. Rionegro | 2:24    |  |
| 7.             | "Minha Serenata"                                     | Osvaldo de Oliveira / João do Reino         | 3:00    |  |
| Duração total: | Duração total:                                       | Duração total:                              | 7:23    |  |

| EP 3           |                                                                      |                                                             |         |  |
| N.º            | Título                                                               | Compositor(es)                                              | Duração |  |
| 1.             | "Solidão"                                                            | Cristovan / José Rico                                       | 2:41    |  |
| 2.             | "Pot-Pourri: Saudade Pulou no Peito / Tô Doidão / O Grito da Galera" | Domiciano / Rionegro; Rionegro / Solimões; Toninho Mesquita | 4:25    |  |
| 3.             | "No Fim Dessa Estrada"                                               | Guto Santana / Jhesus Britto                                | 3:44    |  |
| 4.             | "Vida de Cão"                                                        | Rionegro                                                    | 3:02    |  |
| 5.             | "Sentado à Beira do Caminho"                                         | Roberto Carlos / Erasmo Carlos                              | 3:42    |  |
| 6.             | "Tô Por Aí"                                                          | Felipe / Valéria                                            | 3:29    |  |
| 7.             | "Quarto Triste"                                                      | Duduca                                                      | 2:32    |  |
| Duração total: | Duração total:                                                       | Duração total:                                              | 22:00   |  |

| EP 4           |                                                          |                                                                     |         |  |
| N.º            | Título                                                   | Compositor(es)                                                      | Duração |  |
| 1.             | "Romântica"                                              | Rionegro                                                            | 2:58    |  |
| 2.             | "Na Sola da Bota"                                        | Chico Amado                                                         | 2:20    |  |
| 3.             | "Tô Mal"                                                 | Gabriel                                                             | 3:18    |  |
| 4.             | "Pot-Pourri: Só Alegria / Bate o Pé / De Bem Com a Vida" | Rionegro / Solimões; Rionegro / Dermes; Dermes / Edmilson Aparecido | 3:53    |  |
| 5.             | "Lenha"                                                  | Zeca Baleiro                                                        | 3:52    |  |
| 6.             | "À Sua Maneira (De Música Ligeira)"                      | Gustavo Cerati / Zeta Bosio / Vrs. Dinho Ouro Preto                 | 3:47    |  |
| 7.             | "Depois de Perde"                                        | Emílio / Eduardo                                                    | 3:42    |  |
| Duração total: | Duração total:                                           | Duração total:                                                      | 23:00   |  |